# Binodoxys mackaueri
Binodoxys mackaueri är en stekelart som först beskrevs av Das och Chakrabarti 1989.  Binodoxys mackaueri ingår i släktet Binodoxys och familjen bracksteklar. Inga underarter finns listade.